# Сідрифт (Техас)
Сідрифт (англ. Seadrift) — місто (англ. city) в США, в окрузі Калгун штату Техас. Населення — 995 осіб (2020).

## Географія
Сідрифт розташований за координатами 28°24′51″ пн. ш. 96°42′56″ зх. д. / 28.41417° пн. ш. 96.71556° зх. д. (28.414113, -96.715480).  За даними Бюро перепису населення США в 2010 році місто мало площу 3,21 км², з яких 3,14 км² — суходіл та 0,06 км² — водойми. В 2017 році площа становила 3,77 км², з яких 3,16 км² — суходіл та 0,61 км² — водойми.

## Демографія
Згідно з переписом 2010 року, у місті мешкали 1364 особи в 496 домогосподарствах у складі 351 родини. Густота населення становила 426 осіб/км².  Було 817 помешкань (255/км²).
Расовий склад населення:
| - 81,7 % — білих - 6,4 % — азіатів - 0,7 % — корінних американців - 0,4 % — чорних або афроамериканців - 0,1 % — вихідців з тихоокеанських островів - 8,9 % — осіб інших рас |

До двох чи більше рас належало 1,8 %. Частка іспаномовних становила 37,1 % від усіх жителів.
За віковим діапазоном населення розподілялося таким чином: 27,4 % — особи молодші 18 років, 57,2 % — особи у віці 18—64 років, 15,4 % — особи у віці 65 років та старші. Медіана віку мешканця становила 38,4 року. На 100 осіб жіночої статі у місті припадало 109,2 чоловіків;  на 100 жінок у віці від 18 років та старших — 105,0 чоловіків також старших 18 років.
Середній дохід на одне домашнє господарство  становив 56 877 доларів США (медіана — 34 336), а середній дохід на одну сім'ю — 62 475 доларів (медіана — 37 344). Медіана доходів становила 35 938 доларів для чоловіків та 25 500 доларів для жінок. За межею бідності перебувало 40,0 % осіб, у тому числі 65,4 % дітей у віці до 18 років та 7,8 % осіб у віці 65 років та старших.
Цивільне працевлаштоване населення становило 579 осіб. Основні галузі зайнятості: виробництво — 15,9 %, будівництво — 14,3 %, роздрібна торгівля — 14,0 %.